# Far breton
Pour les articles homonymes, voir Far et Breton (homonymie).
Le far breton (farz forn, far au four, en breton) est une pâtisserie et spécialité culinaire traditionnelle emblématique de la cuisine bretonne, à base d'œuf, farine, beurre demi-sel, sucre, de lait et éventuellement de rhum, pruneaux ou raisins secs.

## Étymologie
Far en latin signifie « froment, blé, gruau ». Le far breton s'appelle farz forn (far au four) en breton (farz fourn, en pays de Léon).

## Histoire
Le « far » est au XVIIIe siècle une bouillie salée de blé noir (ou sarrasin), comme celle de l'actuel kig ha farz, généralement servi émietté (bruzhun ou bruzhuned ou brujun, en breton) avec lard, viande, ou poisson,,,.

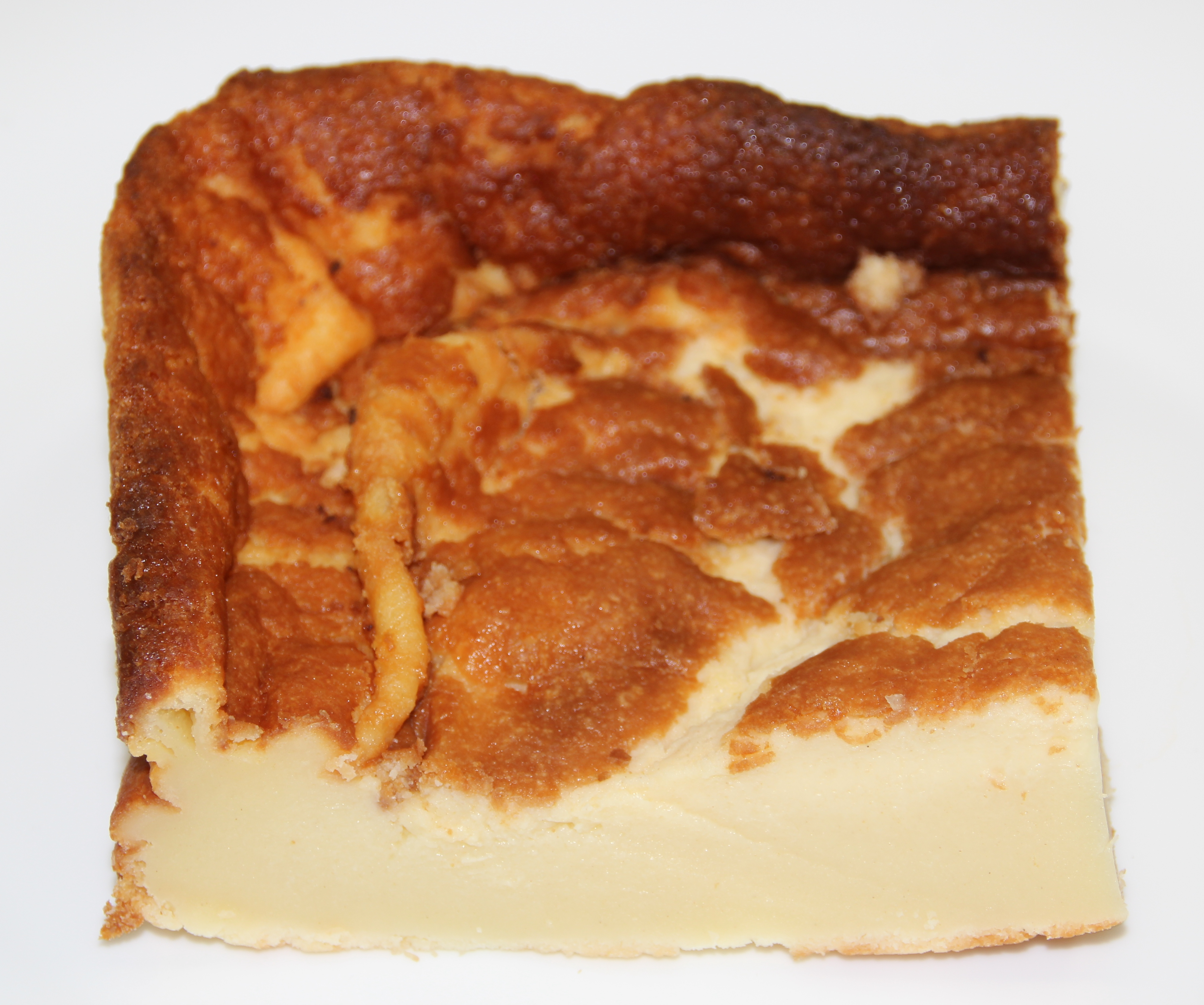
Far breton nature
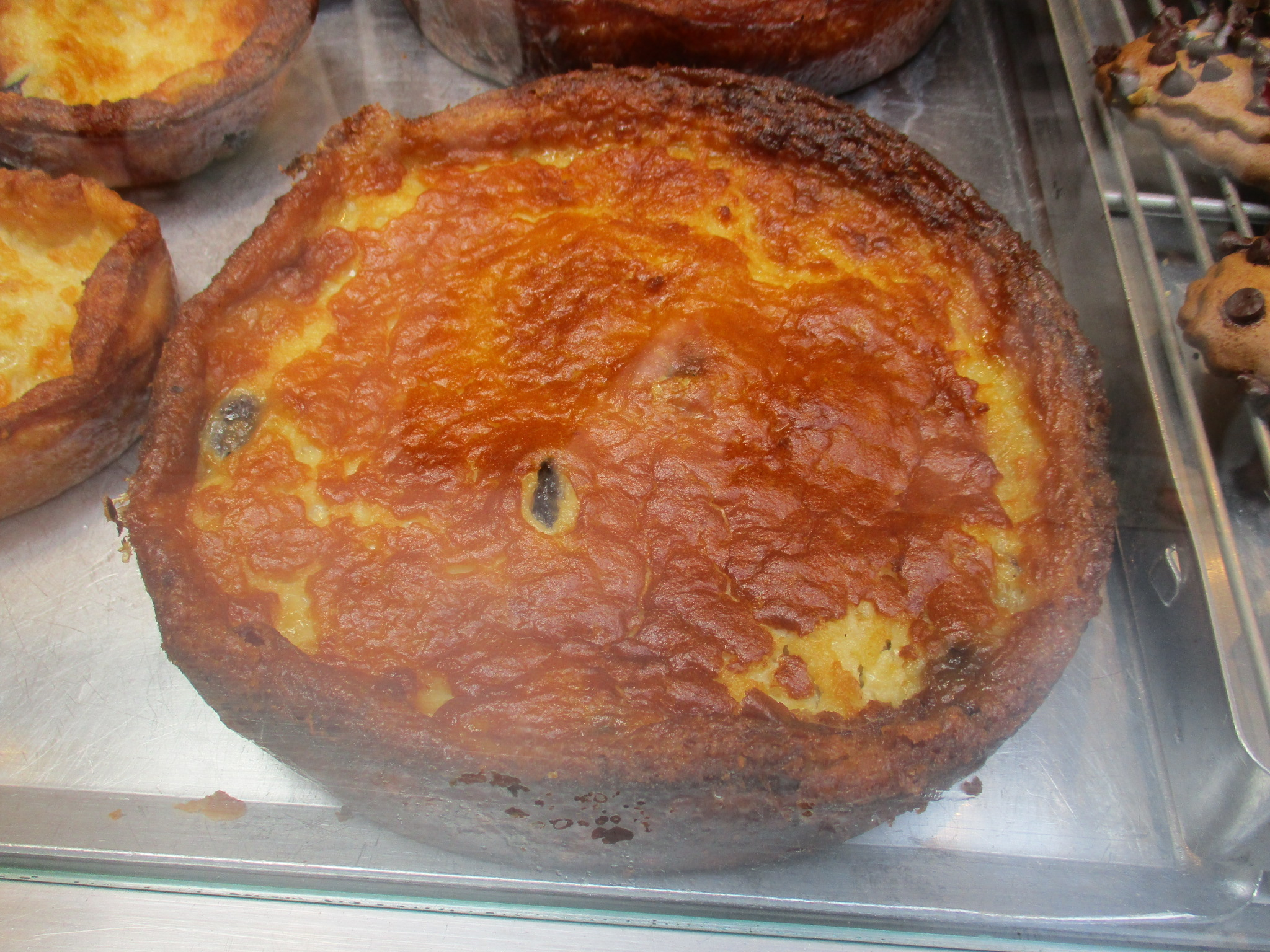
aux pruneaux
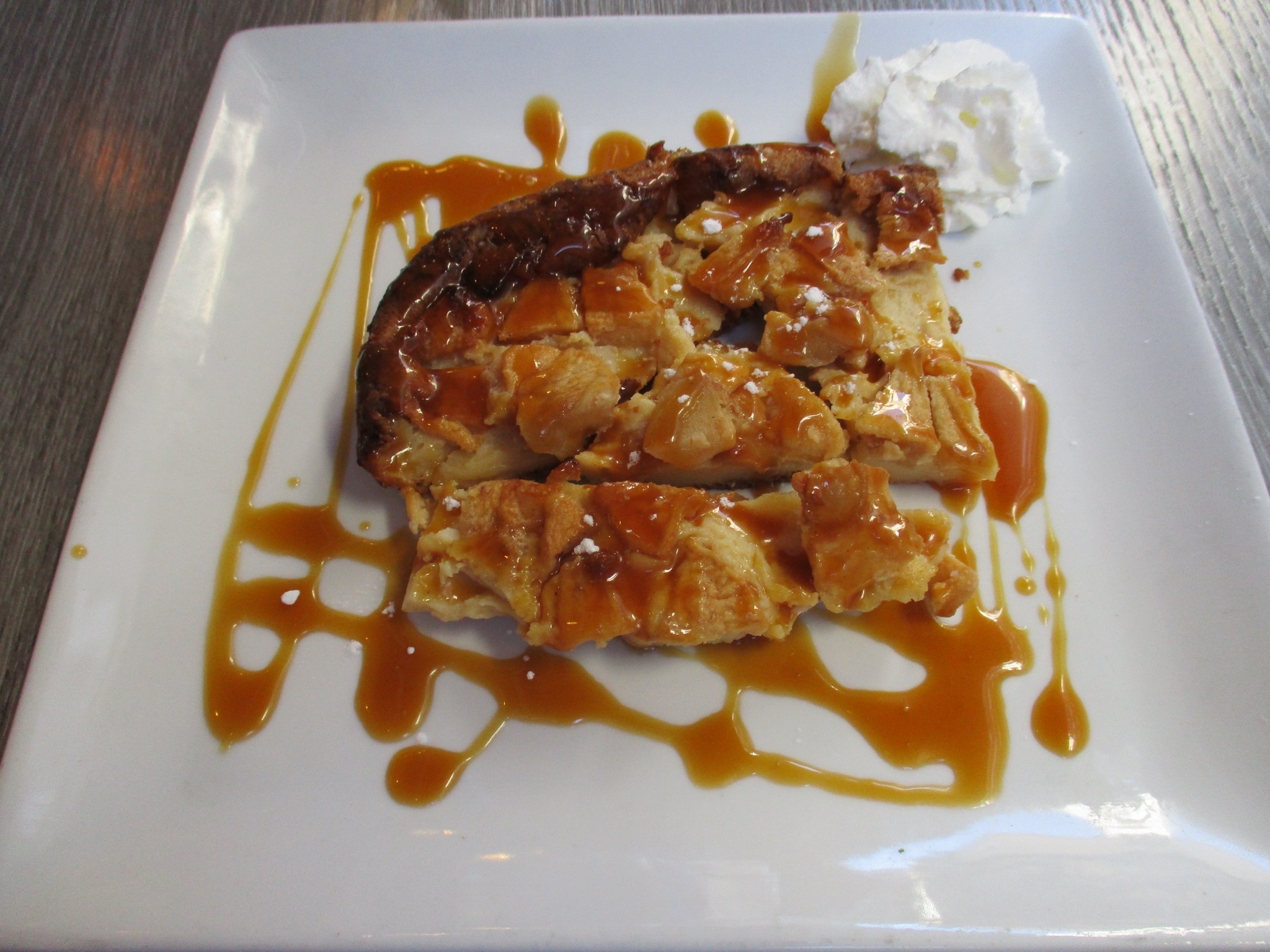
aux pommes, nappé de caramel salé

La recette du far breton actuel remonte au XIXe siècle, avec farine de blé ou de sarrasin (voire des deux dans certaines recette), du sucre, des œufs, du beurre demi-sel et du lait, cuit au four.
Les pruneaux séchés et les raisins secs du Sud-Ouest de la France étaient alors historiquement importés de Bordeaux par les marins bretons, à titre de fruits séchés, couramment utilisés dans leur alimentation durant leurs campagnes de pêche au long cours, pour leurs qualités nutritionnelles, notamment anti scorbut,, et leur facilité de conservation (avec le rhum) sur les navires en mer.
Une croyance veut que dans certains plats cuisinés, comme le far, les fruits conservent leurs propriétés contre le scorbut. Il s'agit là d'une extrapolation erronée car la vitamine C ne résiste pas à la cuisson.
Ce plat traditionnel peu coûteux est devenu depuis une des recettes phares de la Bretagne.

## Recette
Le far breton est un plat assez dense et consistant.
Tout comme pour la plupart des plats traditionnels, il n'y a pas qu'une seule recette mais une multitude de variations de la recette.

### Ingrédients

#### Principaux ingrédients
Les principaux ingrédients sont des œufs, du sucre, de la farine de blé ou de sarrasin (voire des deux dans certaines recettes), du lait et du beurre (souvent demi sel ; certaines recettes ne précisent pas de type de beurre).
Les quantités de chaque ingrédient et leur ordre d'ajout dans le saladier varient significativement d'une recette à l'autre.
Selon la recette, la pâte peut contenir ou non du beurre. Certaines recettes le remplacent par un peu d'huile tandis que d'autres n'incluent dans la pâte ni beurre ni huile.
Dans tous les cas, du beurre demeure nécessaire. (Voir la section sur la cuisson.)
Versions pâtissières
Les versions pâtissières de la recette tendent à être plus sucrées. La quantité de sucre y est souvent de 80 à 100% de la quantité de farine (en poids, soit 50 à 65% en volume) au lieu d'environ 40% (environ 25% en volume). La raison à cela est le fait que, tout comme la plupart des plats destinés à être mangés chauds, le far a un goût qui évolue (généralement en moins bon) au fur et à mesure qu'il refroidit et les parts de far destinées à être vendues comme pâtisserie sont souvent à température ambiante (froides) ou tièdes au moment d'être vendues. La quantité plus importante de sucre est censée compenser ce problème.

#### Autres ingrédients
Beaucoup de recettes ajoutent aux ingrédients ci-dessus des ingrédients clairement non traditionnels, comme de la vanille ou du chocolat, ou dont le caractère traditionnel est discutable, comme du rhum brun ou du calvados.
Certaines versions de la recette contiennent des fruits ou des morceaux de fruits.

### Variantes

#### Far nature
Le far nature, que l'on peut considérer comme la version de base de la recette, ne contient pas d'ingrédients autres que ceux mentionnés dans le section Principaux ingrédients ci-dessus et sa farine est uniquement de la farine de blé. Les recettes traditionnelles de pâte de far nature et les recettes traditionnelles de pâte à crêpe sont les mêmes recettes.

#### Far de blé noir
Une variante est le far de blé noir (ou far au blé noir). Cette variante contient de la farine de sarrasin en plus ou à la place (selon la recette) de la farine de blé. Quand la recette dérive d'une recette de far nature, la quantité totale de farine (en volume) reste la même mais tout ou partie de la farine de blé est remplacée par de la farine de sarrasin.

#### Fars aux fruits
Des variantes aux fruits existent. On n'y met généralement qu'un type de fruit. On a ainsi du far aux pommes, aux pruneaux, aux abricots, aux raisins secs, etc.
La pâte de ces fars est généralement celle du far nature (avec des fruits, ce n'est plus du far nature). Les fruits dépassant une certaine taille, comme les pommes ou les poires, sont coupés en morceaux.
Ensuite, au moment de mettre les ingrédients dans le plat (une fois celui-ci beurré), deux logiques existent : la première consiste à verser la pâte dans le plat puis y ajouter les fruits ou morceaux de fruits tandis que l'autre, au contraire, consiste à commencer par mettre les fruits ou morceaux de fruits dans le plat avant de verser la pâte par-dessus.
La recette la plus connue, celle du far breton aux pruneaux. entre dans cette catégorie.

### Cuisson
La plupart des types de fars ne se cuisent qu'au four.
Le far nature peut également être cuit à la poêle.

#### Au four
Pour le far au four, la pâte est versée dans un plat préalablement beurré. Les plats pouvant convenir sont des plats peu profonds, à bords verticaux (ou presque verticaux), et, bien sûr, capable de supporter la température de cuisson. La plupart des plats à gratin et des moules à gâteaux remplissent ces conditions
Parallèlement, le four est mis à préchauffer.
Une fois la température de cuisson atteinte, le far y est mis à cuire.
La température et la durée de cuisson varient selon la version de recettes. La température est généralement aux alentours de 200°C et la durée, plus variable, est de plusieurs dizaines de minutes, généralement de 30 à 45 minutes,.

#### À la poêle
Le far à la poêle est parfois appelé farz pitilig par certaines sources, même francophones, alors qu'il s'agit du nom breton de ce type de far. En Bretagne, le terme farz pitilig demeure peu connu et beaucoup ne connaisse aucun nom autre que far à la poêle à ce type de far.
La plupart des poêles conviennent pour ce type de far mais pas toutes. Celles qui conviennent sont les mêmes que celles avec lesquelles on peut faire une omelette.
Pour le far à la poêle, on met d'abord de l'huile et du beurre dans la poêle puis on met le couvercle et allume le feu.
Une fois le beurre a fondu et cessé de crépiter (ce qui, normalement, signifie que la poêle est assez chaude), la pâte est transférée avec une louche du saladier à la poêle. Le nombre de louchées par far dépend des tailles respectives de la louche et de la poêle. Une fois un côté du far cuit, il faut le retourner (il existe plusieurs méthodes mais la plus commune utilise une assiette) pour que l'autre côté cuise. Une fois le second côté cuit, on met le far dans une assiette (autre que celle utilisée pour retourner le far) et s'il reste assez de pâte dans le saladier on peut faire un autre far.
La quantité de pâte dans le saladier, avant la cuisson, est généralement suffisante pour faire plusieurs fars, même avec une grande poêle. Du coup, pour le dernier far, le reste de la pâte est généralement versée directement du saladier dans la poêle.

## Plats similaires
Le far est souvent considéré comme apparenté à pas mal d'autres plats, comme les crêpes, le clafoutis ou le flan pâtissier, au point d'être parfois vus comme une variante de certains d'entre eux.

## Nutrition
La table de composition nutritionnelle des aliments Ciqual de l'Agence nationale de sécurité sanitaire de l'alimentation, de l'environnement et du travail (Anses), dans sa version de 2013, fournit les valeurs moyennes suivantes pour 100 g de far aux pruneaux : 392 kCal d'énergie apportés par 5,5 g de protéines, 18,5 g de lipides et 50,4 g de glucides (dont 26,0 g de sucres).